# Francisco Fortes Calvo
Francisco Fortes Calvo, també conegut com a Paco Fortes, (Barcelona, 4 de gener de 1955) és un exfutbolista i entrenador de futbol català. Com a jugador va ser un cop internacional amb la selecció espanyola.

## Trajectòria
Format a les categories inferiors del Futbol Club Barcelona debutà amb el primer equip l'any 1975. La següent temporada fou cedit al CD Málaga amb motiu d'haver de fer el servei militar. Retornà al Barça on jugà al costat d'homes com Carles Rexach o Johann Cruyff. En aquesta etapa guanyà una Copa del Rei i una Recopa d'Europa. El 1979 fou traspassat al RCD Espanyol dins del fitxatge de Canito pel Barça. A l'Espanyol jugà durant tres temporades i el 1982, quan passà a jugar al Reial Valladolid. El 1984 fitxà pel SC Farense de Portugal, on visqué els seus millors anys fins a la seva retirada el 1989.
Fou un cop internacional amb la selecció espanyola enfront Romania el dia 16 de novembre de 1975 a Bucarest.
Posteriorment fou entrenador on destacà al SC Farense, club al que dirigí durant gairebé una dècada. També entrenà l'Imortal DC, União de Lamas, CD Pinhalnovense i Raja Club Athletic de Casablanca, al Marroc.
Va patir problemes econòmics i retornà a Barcelona on gràcies a l'ajut de l'Agrupació Barça Veterans aconseguí un treball al port de Barcelona.

## Palmarès
FC Barcelona
- Recopa d'Europa de futbol (1): 
  - 1978-79
- Copa espanyola de futbol (1): 
  - 1977-78

Real Valladolid
- Copa de la Lliga espanyola de futbol (1):
  - 1983-84